# 诺埃 (约讷省)
诺埃（法語：Noé，法語發音：[nɔe] ⓘ）是法国勃艮第-弗朗什-孔泰大区约讷省的一个市镇，属于桑斯区。

## 地理
诺埃（48°9'49"N, 3°24'10"E）面积8.55 平方千米，位于法国勃艮第-弗朗什-孔泰大區约讷省，该省份为法国中北部内陆省份，西接卢瓦雷省，西北接塞纳-马恩省，南至涅夫勒省，东临科多尔省，东北与奥布省接壤。
与诺埃接壤的市镇（或旧市镇、城区）包括：小马莱、莱博尔德、大马莱、莱瓦莱德拉瓦讷、沃莫尔。

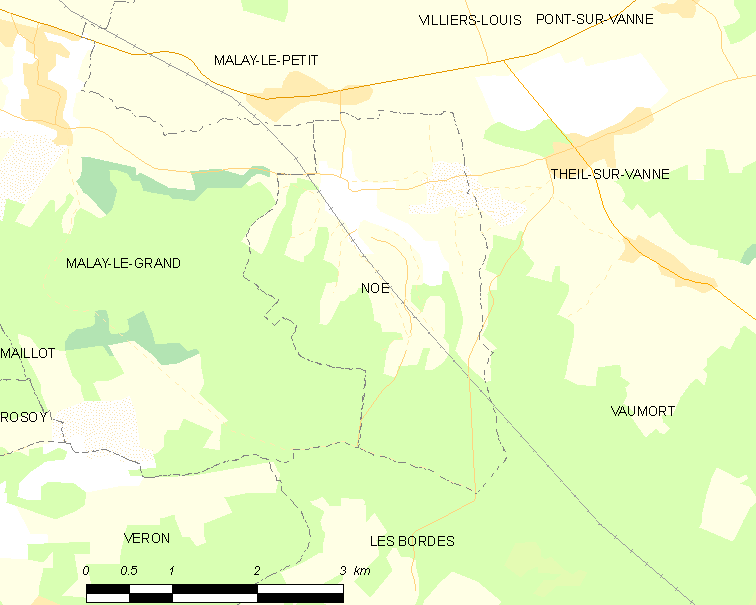
的OSM定位图

诺埃的时区为UTC+01:00、UTC+02:00（夏令时）。

## 行政
诺埃的邮政编码为89320，INSEE市镇编码为89278。

## 政治
诺埃所属的省级选区为阿尔芒松河畔布列农县。

## 人口

1962-2008年间人口变化图示

诺埃于2022年1月1日时的人口数量为563人。